# Bogumił Sojecki
Bogumił Antoni Sojecki (ur. 4 stycznia 1918 w Chmielnie, zm. 14 grudnia 2020) – polski działacz kombatancki harcerski i żeglarski, w czasie II wojny światowej więzień niemieckich-nazistowskich obozów koncentracyjnych.

## Życiorys
Został aresztowany przez gestapo zaraz po wybuchu II wojny światowej, w dniu 8 września 1939 jako mieszkaniec Wolnego Miasta Gdańska pochodzenia polskiego. W czasie wojny więziony był w pięciu niemieckich-nazistowskich obozach koncentracyjnych: Stutthof, Auschwitz, Dachau, Buchenwald i Leitmeritz. Po wojnie pracował w Puckich Zakładach Mechanicznych. Był zawodnikiem, a następnie sędzią żeglarskim. Posiadał patent kapitana jachtowego. W 1981 otrzymał nominację na harcmistrza ZHP. Od 9 sierpnia 1977 był członkiem Związku Inwalidów Wojennych RP. Piastował funkcję przewodniczącego Komisji Historycznej Zarządu Głównego Towarzystwa Opieki nad Oświęcimiem. 
W momencie poprzedzającym śmierć był najstarszym żyjącym byłym więźniem KL Auschwitz oraz najstarszym mieszkańcem Pucka. 

## Wybrane odznaczenia
- Krzyż Kawalerski Orderu Odrodzenia Polski (2017)[5],
- Medal Zwycięstwa i Wolności 1945[2],
- Medal „Pro Patria”[1],
- Krzyż Oświęcimski[2],
- Medal Rodła[2],
- Złoty Medal Związku Inwalidów Wojennych RP[2],
- Srebrny Medal Związku Inwalidów Wojennych RP[2],
- Medal 800-lecia Pucka[2]

## Wybrana bibliografia autorska
- Golgota Zachodu: wspomnienia byłego więźnia niemieckich więzień i obozów koncentracyjnych z lat 1939-1945 (Bonus Liber Wydawnictwo i Drukarnia Diecezji Rzeszowskiej, Rzeszów, 2013; ISBN 978-83-63452-42-1)